# ブライアン・オビエド
ブライアン・ホスエ・オビエド・ヒメネス（Bryan Josué Oviedo Jiménez、1990年2月18日 - ）は、コスタリカ・サンホセ出身のプロサッカー選手。コスタリカ代表。LDアラフエレンセ所属。ポジションは、ディフェンダー。

## 経歴

### クラブ
2017年1月、チームメイトのダロン・ギブソンと共にサンダーランドAFCに移籍。2月のクリスタル・パレスFC戦で移籍後初出場。
2019年7月、FCコペンハーゲンに復帰。
2022年8月5日、レアル・ソルトレイクに移籍。2024年8月16日、レアル・ソルトレイクからの退団が発表された。

### 代表
U-17年代からコスタリカ代表に選出されている。2007年、FIFA U-17ワールドカップ予選に出場した。2年後、FIFA U-20ワールドカップ予選を兼ねるCONCACAF U-20選手権参加メンバーに選ばれ、準決勝を除く全試合に出場し優勝に貢献した。
U-20ワールドカップでは4強入りし、準決勝でブラジルに敗れた。3位決定戦ではハンガリーと対戦し、PK戦の末敗れた。
2010年1月のアルゼンチン戦でA代表初キャップ。

## 代表歴

### 出場大会
- コスタリカ代表
  - 2018 FIFAワールドカップ
  - 2022 FIFAワールドカップ

### 試合数
- 国際Aマッチ 81試合 2得点（2010年-）[7]

| コスタリカ代表 | 国際Aマッチ | 国際Aマッチ |
| 年             | 出場        | 得点        |
| -------------- | ----------- | ----------- |
| 2010           | 3           | 0           |
| 2011           | 9           | 1           |
| 2012           | 9           | 0           |
| 2013           | 5           | 0           |
| 2014           | 0           | 0           |
| 2015           | 2           | 0           |
| 2016           | 3           | 0           |
| 2017           | 8           | 0           |
| 2018           | 11          | 0           |
| 2019           | 5           | 1           |
| 2020           | 0           | 0           |
| 2021           | 12          | 0           |
| 2022           | 12          | 0           |
| 2023           | 2           | 0           |
| 通算           | 81          | 2           |

## タイトル
コペンハーゲン
- デンマーク・スーペルリーガ: 2009–10[8], 2021-22
- デンマーク・カップ: 2010–11, 2011–12